# داوین وایت
داوین وایت (انگلیسی: Davin White؛ زادهٔ ۳۱ دسامبر ۱۹۸۱) بازیکن بسکتبال اهل ایالات متحده آمریکا است.